# Reichsschwedisch
Reichsschwedisch (schwed. rikssvenska) hat mehrere unterschiedliche Bedeutungen. Man versteht darunter
- das typischerweise im Reich (Schweden) gesprochene Schwedisch. In dieser Bedeutung steht es im Gegensatz zu Finnlandschwedisch und Estlandschwedisch, also dem außerhalb Schwedens gesprochenen Schwedisch.

- die schwedische (geschriebene) Standardsprache, wie sie in der Schule oder als Fremdsprache gelehrt wird. Dies beschränkt sich jedoch fast ausschließlich auf die Schriftsprache, da es (ähnlich zum Beispiel wie im Deutschen) keine in ganz Schweden als „Standardschwedisch“ anerkannte gesprochene Variante des Schwedischen gibt. Für das gesprochene Schwedisch unterscheidet man mehrere regionale Akrolekte, die sich in Prosodie und Phonetik deutlich und in geringerem Maße auch in Wortschatz und Grammatik unterscheiden können.

- als gesprochenes Reichsschwedisch (schwed. talad rikssvenska) einen ausgleichenden Dialekt, der sowohl bei der Kommunikation mit jemandem verwendet wird, der nicht den eigenen Dialekt spricht und versteht, als auch in öffentlichem Zusammenhang.